# Mithat Çapar
Mithat Çapar (* 1979 in Hamburg) ist ein deutscher Politiker (SPD) und seit 2025 Mitglied der Hamburgischen Bürgerschaft.

## Leben
Çapar wurde 1979 in Hamburg in eine Gastarbeiterfamilie geboren. Er absolvierte eine Ausbildung zum Chemiebetriebswerker und holte sein Abitur später an der Abendschule nach. Anschließend studierte er Wirtschaftswissenschaften an der Universität Hamburg, welches er mit einem Diplom abschloss. Seither ist er als Referent im öffentlichen Dienst der Stadt Hamburg tätig.
Çapar engagiert sich seit 2001 in der SPD und ist seit 2012 als Vorsitzender der SPD Ottensen tätig. Von 2012 bis 2025 war er Mitglied der Bezirksversammlung Hamburg-Altona. Seit 2021 ist er stellvertretender Landesvorsitzender der SPD Hamburg.
Bei der Bürgerschaftswahl 2025 zog Çapar über den Wahlkreis 3 Altona in die Hamburgische Bürgerschaft ein. Seit seinem Einzug in die Hamburgische Bürgerschaft ist er Vorsitzender des Ausschusses für Öffentliche Unternehmen und Mitglied im Stadtentwicklungsausschuss sowie im Ausschuss für Soziales und Integration. Er ist außerdem Ständiger Vertreter im Ausschuss für die Zusammenarbeit Hamburg–Schleswig-Holstein.